# Bottenwil
Bottenwil (schweizerdeutsch ˌbɔtːəˈʋiːu) ist eine Einwohnergemeinde im Schweizer Kanton Aargau. Sie gehört zum Bezirk Zofingen, liegt im oberen Uerkental und grenzt an den Kanton Luzern.

## Geographie
Das Dorf befindet sich in einem engen Tal am Oberlauf der Uerke, wobei der Talboden nirgends breiter als 250 Meter ist. Bottenwil besteht (von Nord nach Süd) aus den drei Ortsteilen Winkel, Eggen und Vorstatt, die mittlerweile zusammengewachsen sind. Bei Eggen zweigt in Richtung Westen das rund einen Kilometer lange Grabental ab, das von den Hügeln Eichstock (631 m ü. M.), Rottannhubel (657 m ü. M.) und Bottenstein (603 m ü. M.) umgeben ist. Bei Winkel zweigt in Richtung Südosten das Sulbachtal ab. Zwischen den Tälern der Uerke und des Sulbachs erhebt sich an der Grenze zum Kanton Luzern der Buechwald-Hügel (665 m ü. M.).
Die Fläche des Gemeindegebiets beträgt 510 Hektaren, davon sind 212 Hektaren bewaldet und 51 Hektaren überbaut. Die höchste Stelle befindet sich auf 665 Metern im Buechwald, die tiefste liegt auf 470 Metern an der Uerke. Nachbargemeinden sind Zofingen im Westen, Uerkheim im Norden, Staffelbach im Osten, Wiliberg im Südosten sowie die luzernische Gemeinde Wikon im Südwesten.

## Geschichte
Die Alamannen besiedelten im 7. oder 8. Jahrhundert das obere Uerkental. Im Jahr 1189 bestätigte Papst Clemens III. dem Kloster Muri Besitz in Botanwile; dies ist die erste urkundliche Erwähnung des Dorfes. Der Ortsname leitet sich vom althochdeutschen Botinwilari ab, was «Hofsiedlung des Boto» bedeutet. Weitere Grundbesitzer während des Mittelalters waren das Kloster Einsiedeln und die Freiherren von Aarburg.

Luftansicht (1970)

Das Dorf lag im Herrschaftsbereich der Grafen von Lenzburg, ab 1173 in jenem der Grafen von Kyburg. Nachdem diese ausgestorben waren, übernahmen die Habsburger 1273 die Landesherrschaft und die Blutgerichtsbarkeit. Um 1350 entstand das Muhenamt, ein gesonderter Gerichtsbezirk, dem auch Bottenwil angehörte. Über dem Dorf erhebt sich auf einem Hügel die Ruine der Burg Bottenstein (heute auf dem Gebiet von Zofingen gelegen). Diese war im 13. Jahrhundert im Auftrag der gleichnamigen Ministerialenfamilie erbaut worden. Bereits Mitte des 15. Jahrhunderts wurde die Burg verlassen und zerfiel zu einer Ruine, von der nur die Grundmauern erhalten geblieben sind.
1415 eroberten die Eidgenossen den Aargau. Bottenwil gehörte nun zum Untertanengebiet der Stadt Bern, dem so genannten Berner Aargau. Bis 1496 lag die niedere Gerichtsbarkeit bei der Stadt Zofingen und gelangte dann ebenfalls an Bern, worauf Bottenwil dem Gerichtsbezirk Kölliken im Amt Lenzburg zugeteilt wurde. 1528 führten die Berner die Reformation ein.
Im März 1798 nahmen die Franzosen die Schweiz ein, entmachteten die «Gnädigen Herren» von Bern und riefen die Helvetische Republik aus. Seither gehört Bottenwil zum Kanton Aargau. Im selben Jahr entstand das erste Schulhaus. Um die Mitte des 19. Jahrhunderts erreichte die Bevölkerungszahl den historischen Höchststand, nahm dann aber kontinuierlich ab, da viele Bewohner in die benachbarten Industriezentren zogen oder gar nach Übersee auswanderten. Bis 1980 verringerte sich die Bevölkerung um fast ein Drittel. Seither ist wieder ein leichter Aufwärtstrend feststellbar.

## Wappen
Die Blasonierung des Gemeindewappens lautet: «In Rot schwarz gefugte weisse Zinnenmauer mit grüner Tanne.» Auf dem Gemeindesiegel von 1811 ist das Wappen erstmals abgebildet, und zwar weiss in grünem Schild. 1872 erschien es grün in blauem Schild über einem grünen Dreiberg. 1965 führte der Gemeinderat die heutige Version ein. Als zusätzliches Symbol nahm man die Zinnenmauer aus dem Wappen der Herren von Bottenwil auf.

## Bevölkerung
Die Einwohnerzahlen entwickelten sich wie folgt:
| Jahr      | 1798 | 1850 | 1900 | 1930 | 1950 | 1960 | 1970 | 1980 | 1990 | 2000 | 2010 | 2020 |
| Einwohner | 556  | 960  | 762  | 754  | 706  | 671  | 679  | 660  | 762  | 799  | 792  | 823  |

Am 31. Dezember 2023 lebten 868 Menschen in Bottenwil, der Ausländeranteil betrug 10,8 %. Bei der Volkszählung 2015 bezeichneten sich 49,9 % als reformiert und 13,5 % als römisch-katholisch; 36,6 % waren konfessionslos oder gehörten anderen Glaubensrichtungen an. 98,2 % gaben bei der Volkszählung 2000 Deutsch als ihre Hauptsprache an.

## Politik und Recht
Die Versammlung der Stimmberechtigten, die Gemeindeversammlung, übt die Legislativgewalt aus. Ausführende Behörde ist der fünfköpfige Gemeinderat. Er wird im Majorzverfahren vom Volk gewählt, seine Amtsdauer beträgt vier Jahre. Der Gemeinderat führt und repräsentiert die Gemeinde. Dazu vollzieht er die Beschlüsse der Gemeindeversammlung und die Aufgaben, die ihm vom Kanton zugeteilt wurden. Für Rechtsstreitigkeiten ist in erster Instanz das Bezirksgericht Zofingen zuständig. Bottenwil gehört zum Friedensrichterkreis XVI (Zofingen).

## Wirtschaft
In Bottenwil gibt es gemäss der im Jahr 2015 erhobenen Statistik der Unternehmensstruktur (STATENT) rund 200 Arbeitsplätze, davon 30 % in der Landwirtschaft, 39 % in der Industrie und 31 % im Dienstleistungsbereich. Die meisten Erwerbstätigen sind Wegpendler und arbeiten in Zofingen oder in der Region Aarau.

## Verkehr
Bottenwil liegt abseits der Hauptverkehrsachsen am Ende der Kantonsstrasse 317 nach Kölliken. Weitere Strassen führen ins Suhrental und ins Wiggertal. 

### Nahverkehr
Eine Buslinie der Gesellschaft Limmat Bus verkehrt vom Bahnhof Zofingen über Bottenwil nach 
Schöftland.
- 613 Schöftland Bahnhof – Holziken – Bottenwil – Uerkheim – Mühlethal – Zofingen Bahnhof

## Bildung
Die Gemeinde verfügt über ein Schulhaus mit Kindergarten und Primarschule. Sämtliche Oberstufen der obligatorischen Volksschule (Realschule, Sekundarschule und Bezirksschule) können in Zofingen besucht werden. Das nächstgelegene Gymnasium ist die Kantonsschule Zofingen.

## Persönlichkeiten
- Hans Müller (1916–2013), Unternehmer
- Werner Fretz (* 1952), Radrennfahrer